# Ebro (Chery)
Ebro es una marca de automóviles española surgida en el año 2024 con ayuda de capital proveniente de China, siendo una filial del gigante industrial chino Chery, que retoma la denominación comercial del antiguo fabricante Motor Ibérica.

## Fundación
Hasta finales del año 2021, el fabricante japonés Nissan estuvo construyendo automóviles en una fábrica de la barcelonesa Zona Franca, que fue adquirida en los años 1980 a Motor Ibérica, pero a pesar de unas grandes inversiones, en sus últimos años de funcionamiento dejó de ser rentable. Su producción se centraba en modelos comerciales y todoterreno, como los Nissan Navara y Nissan NV200, vehículos de escaso volumen de ventas, pero las instalaciones seguían en funcionamiento por las presiones gubernamentales y sindicales. El parón de la economía provocado por el COVID-19 llevó a despidos masivos, y una posterior huelga, de los que la fábrica no llegó a reponerse; todo en el contexto de una reestructuración de la alianza Renault-Nissan-Mitsubishi, que pretendía cambiar las esferas de influencia de cada una de sus marcas, reduciendo la presencia de Nissan en Europa en favor de Renault.
Tras la salida del grupo franco-nipón de Barcelona, una empresa conjunta llamada EcoPower Automotive, y formada por cuatro empresas españolas, Jaton Racing, Api Brothers, Btech y Nexus Projectes, presentó un proyecto para retomar la producción en la fábrica con un modelo de pick-up eléctrico fuertemente basado en el Navara que se fabricaba allí con anterioridad; retomando además la denominación comercial del primer propietario de la industria. Este vehículo, originalmente planeado para ser vendido a flotas de empresas y no a particulares, no ha pasado todavía de ser un prototipo y una declaración de intenciones.
Ya en 2024, EcoPower Automotive, ahora renombrada como EV Motors, alcanza un acuerdo con Chery por el cual ambas empresas forman una joint venture con el objetivo de comenzar la fabricación de sus modelos en Europa, salvando así las imposiciones arancelarias y permitiendo penetrar en un mercado en el que hasta entonces tenía una presencia testimonial. El ensamblaje comenzó en noviembre del mismo año, con una previsión de ventas de 150 000 unidades y una inversión de 400 millones de euros hasta 2029.
En un principio, Ebro realmente no fabrica automóviles, sino que los ensambla bajo el sistema CKD, recibiendo la mayoría de los componentes desmontados desde las instalaciones de Chery en China para posteriormente unir las piezas.

## Productos
- Ebro Pickup
- Ebro S400

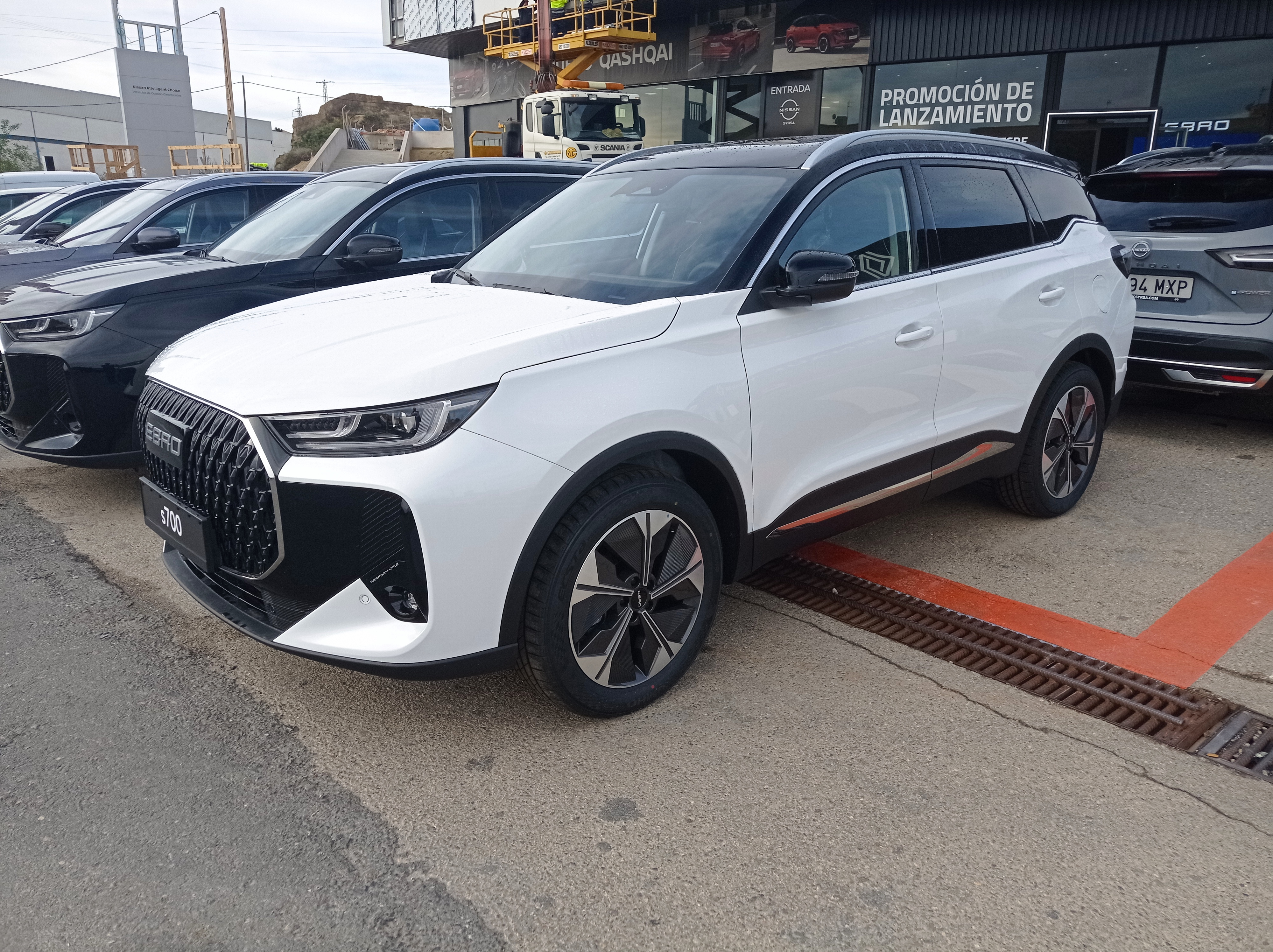
S700 en exposición

- Ebro S700, basado en el Chery Tiggo 7.
- Ebro S800, basado en el Chery Tiggo 8.